# HBO Max
HBO Max (anteriormente Max) es un servicio de streaming propiedad de Warner Bros. Discovery. Se lanzó en Estados Unidos el 27 de mayo de 2020, en Latinoamérica el 29 de junio de 2021, Andorra, España y los países nórdicos el 26 de octubre de 2021 y otros países de Oceanía Europa y Asia a lo largo de 2022.
La plataforma fue creada principalmente para albergar contenido del grupo de canales premium HBO, aunque también sirve como plataforma de difusión de las producciones de Warner Bros. Discovery en general y, además, ofrece contenido adicional de empresas terceras y producciones originales para la plataforma, conocidas como Max Originals.
Según AT&T, tanto HBO como, en aquel entonces, HBO Max, habían poseído un total de 76,8 millones de suscriptores al nivel mundial entre ambos (cifras hasta el 31 de marzo de 2022).
Desde la fusión en abril de 2022 de WarnerMedia con Discovery, Inc. para formar Warner Bros. Discovery, Max es uno de los dos servicios de streaming insignia de la empresa combinada, siendo el otro Discovery+ (que se centra principalmente en la programación factual de las marcas de Discovery). 
Tras su relanzamiento como Max, la marca HBO Max fue descontinuada en los Estados Unidos el 23 de mayo de 2023, seguido de América Latina el 27 de febrero de 2024, y más tarde en España, Portugal, países nórdicos y el resto de países de Europa Central y Oriental el 21 de mayo de 2024.
El 14 de mayo de 2025, se anunció que la marca HBO Max regresaría en verano de ese año, lo cual se hizo efectivo el 9 de julio de 2025.

## Historia

### Creación y lanzamiento de HBO Max
El 10 de octubre de 2018, WarnerMedia anunció que lanzaría un servicio de streaming OTT a finales de 2019, con contenido de sus marcas de entretenimiento. Originalmente, se planeaba que la plataforma tenga disponible tres planes para sus clientes. El presidente y CEO de AT&T (empresa matriz de WarnerMedia), Randall L. Stephenson, indicó a mediados de mayo del mismo año que el servicio emplearía la marca HBO y que esta se asociaría con cableoperadoras para que los suscriptores ya existentes del paquete de canales prémium HBO tengan acceso a la futura plataforma. Esta comenzaría a estar disponible bajo un periodo de prueba a fines de 2019, mientras que su lanzamiento oficial se daría a inicios de 2020.
En mayo de 2019, tras una reestructuración empresarial, la empresa de medios por internet Otter Media, subsidiaria de WarnerMedia, pasó de ser subordinada de Warner Bros. a estar bajo el control de WarnerMedia Entertainment con el fin de hacerse cargo del futuro servicio de streaming. Este suceso ocurrió tras la salida de Brad Bentley como Vicepresidente Ejecutivo y Gerente General de la división encargada del desarrollo directo al consumidor después de estar seis meses en el cargo. Andy Forssell dejó de ser el director de operaciones de Otter Media para reemplazar a Bentley como vicepresidente ejecutivo y gerente general mientras seguía siendo supervisado por el CEO de Otter, Tony Goncalves, quien estaría a cargo del desarrollo de la plataforma.
El 9 de julio de 2019, WarnerMedia anunció que su próximo servicio de streaming se llamaría HBO Max y se lanzaría a inicios de 2020. También se anunció en ese momento que la serie de comedia Friends sería retirado de Netflix debido al lanzamiento de la plataforma, mientras que la empresa de medios Hello Sunshine (propiedad de Reese Witherspoon y Greg Berlanti) firmó acuerdos de producción para HBO Max. El 29 de octubre del mismo año, se anunció que HBO Max se lanzará oficialmente en mayo de 2020.

Logotipo de HBO Max utilizado desde 2020 hasta 2023.

Logotipo de HBO Max utilizado en Estados Unidos del 29 de octubre de 2019 al 22 de mayo de 2023. Fuera de Estados Unidos hasta el 11 de junio de 2024.

El 8 de enero de 2020, AT&T anunció que Audience, un canal exclusivo de operadoras de televisión propiedad de AT&T como DirecTV que contaba con programación de producción propia, cesaría sus emisiones con el lanzamiento de HBO Max y que pasaría a ser un canal de publicidad y ofertas de este último. Warner Bros. y HBO Max anunciaron el 5 de febrero de ese mismo año la creación del estudio cinematográfico Warner Max, el cual producirá entre ocho a diez películas de presupuesto medio por año exclusivamente para la plataforma desde 2020. El 20 de abril, WarnerMedia reanunció la fecha de lanzamiento de HBO Max para el 27 de mayo.

### Fusión Warner Bros. Discovery y cambio de nombre

Logotipo de HBO Max usado desde 2023 hasta 2024 y 2025 dependiendo de la región.

El 14 de marzo de 2022, después de que los accionistas de Discovery, Inc. aprobaran una fusión con una desinversión de WarnerMedia por parte de AT&T para formar Warner Bros. Discovery, el CFO de Discovery, Gunnar Wiedenfels, declaró que la compañía planeaba buscar una eventual fusión de HBO Max con su propio servicio de streaming Discovery+, que probablemente comenzaría con un paquete de los dos servicios como una opción a corto plazo. Y un objetivo a largo plazo para finalmente fusionar los servicios en una sola plataforma. El presidente y CEO de Discovery Streaming e International JB Perrette identificó por primera vez esto como una posibilidad en noviembre de 2021, afirmando que la compañía podría buscar un servicio unificado en mercados donde Discovery+ aún no se ha lanzado, como otras partes de Asia-Pacífico y en el resto del mundo.
En julio de 2022, como parte de un movimiento estratégico y de ahorro de dinero posterior a la fusión, se informó que HBO Max había cesado el desarrollo de nuevas series originales en Europa Central, Europa nórdica, los Países Bajos y Turquía, así como eliminado internacional seleccionado serie de la plataforma en todo el mundo. Se informó que Francia y España se habían excluido en gran medida de estos recortes, debido a las regulaciones francesas que requieren servicios de transmisión para producir contenido nacional y contenido en español atractivo para una amplia gama de mercados atendidos por HBO Max. Con la cancelación de Gordita Chronicles más tarde ese mes, se informó que el servicio también estaba abandonando el desarrollo de la programación infantil y familiar de acción en vivo.
En agosto de 2022 se anunció sin dar detalles que HBO Max se fusionaría con Discovery+ para mediados de 2023 y dar paso a una nueva plataforma en conjunto, llamada Max.
El 3 de agosto de 2022, se informó que varias películas de Max Originals y series de HBO se habían eliminado silenciosamente del servicio sin previo aviso, como parte de los recortes a las películas directas a la transmisión, así como a la cancelación de películas y series que han tenido un rendimiento inferior como pérdidas fiscales. También se pensó que evitar el pago de los residuos jugó un papel. Esto siguió a la noticia que se había dado a conocer el día anterior de que las próximas películas de Max Original, Batgirl y Scoob! Holiday Haunt habían sido canceladas abruptamente, a pesar de estar casi completadas.
Durante una conferencia de resultados el 4 de agosto de 2022, el director ejecutivo de WBD, David Zaslav, declaró que la compañía reduciría la programación infantil y enfatizaría las películas teatrales sobre los lanzamientos directos al streaming. Perrette también reveló que Discovery+ y HBO Max se fusionarían «el próximo verano», y el servicio unificado se lanzaría primero en los Estados Unidos y se extendería a otros mercados a partir de finales de 2023. Más tarde ese mes, se eliminaron más programas del servicio de transmisión, incluidas series animadas y sin guion como The Not-Too-Late Show with Elmo, Final Space, Summer Camp Island, El tren infinito y Close Enough, lo cual fue recibido con una fuerte reacción de los fanáticos, críticos, actores y creadores por igual. El 24 de agosto de 2022, las películas originales de HBO Max House Party (que se retiró de su pizarra solo 17 días antes de su lanzamiento) e Evil Dead Rise se cambiaron a estrenos en cines. Posteriormente, WBD llegó a acuerdos de licencia con los proveedores de televisión en streaming gratuita con publicidad (FAST) Roku y Tubi de Fox Corp en 2023; el acuerdo cubre más de 2000 horas de programación de la biblioteca, algunos de los cuales son programas extraídos de HBO Max.
En noviembre de 2022, durante su informe de ganancias del tercer trimestre, WBD declaró que el servicio fusionado ahora apuntaba a un lanzamiento de «primavera de 2023» en los Estados Unidos, antes del cronograma original. Perrette también declaró sobre un posible aumento de precios para el nivel sin publicidad de HBO Max en 2023, explicando que era «una oportunidad, particularmente en este entorno». Más tarde se anunció un aumento de precios para el nivel sin publicidad en los EE. UU. El 12 de enero de 2023, que vio el precio aumentado de $1 dólar estadounidense a $15.99 dólares al mes (el plan anual no se vería afectado por este movimiento), efectivo inmediatamente para los nuevos suscriptores, mientras que los suscriptores actuales verían el aumento de precios a partir del 11 de febrero de ese mismo año.
Zaslav no indicó de inmediato si continuaría con la marca HBO; afirmó que HBO era una de las «joyas de la corona de la compañía», y «siempre sería el faro y la marca definitiva que representa la mejor calidad televisiva». A principios de diciembre de 2022, se informó por CNBC a través de fuentes internas que la plataforma unificada se estaba desarrollando bajo el nombre en clave "BEAM", y que se estaban considerando varios nombres, incluido simplemente «Max». En febrero, Zaslav declaró que WBD ya no planeaba cerrar Discovery+, afirmando que era rentable y que sus suscriptores estaban «muy contentos con la oferta de productos».

Logotipo de Max utilizado desde 2023 hasta 2025.

En abril del 2023 se informó que Warner Bros. Discovery desligaría el nombre HBO del servicio con el fin de diferenciar ambas marcas. No obstante, Warner Bros. Discovery citó su preocupación acerca de que el nuevo servicio de streaming pudiese ahuyentar a los nuevos suscriptores.
WBD presentó oficialmente Max el 12 de abril, iniciando con el nuevo nombre el 23 de mayo en EE. UU. y en otras regiones durante 2023 y 2024. Este cambio también traería cambios en los esquemas de pago y características de los planes del servicio; se anunció que todos los suscriptores de HBO Max hasta el momento de la fusión con Discovery+, conservarían las funciones de su plan actual durante al menos 6 meses.
Perrette explicó que la marca HBO se había eliminado del nombre del servicio para que pudiera asociarse con su programación original como una marca de contenido en Max, en lugar de tener que asociarse con la totalidad de su biblioteca (que incluye programación infantil y familiar que estaba en desacuerdo con HBO que tradicionalmente se asociaba con la programación orientada a adultos). El servicio también cambió su color corporativo de púrpura a azul para que coincida con otras propiedades de Warner Bros. WBD adquirió el nombre de dominio max.com a principios de ese año de Max International, un suplemento nutricional.
Las acciones de WBD cayeron casi un 6 por ciento después del anuncio de Max. En los primeros 3 meses del cambio de marca de Max, WBD perdió 1,8 millones de suscriptores en sus plataformas de streaming, pero lo atribuyó a una superposición de suscriptores de Max y Discovery+, así como a la pérdida esperada. En noviembre de 2023, se informó de que WBD perdió 2,5 millones de suscriptores en un periodo de seis meses, y sus acciones cayeron un 19% como resultado.
En mayo de 2024, Warner Bros. Discovery y The Walt Disney Company anunciaron el paquete compuesto por sus servicios de streaming: Max, Disney+ y Hulu en Estados Unidos. Se lanzó el 25 de julio de 2024, lo que permite comprar el paquete por $ 16.99 dólares por mes con anuncios y $29.99 por mes sin anuncios.
En febrero de 2025, Max realizó un lanzamiento preliminar de una renovación de marca como parte de su lanzamiento en Australia, cambiando sus colores corporativos de azul a monocromáticos. Los medios de comunicación señalaron que este diseño (que utiliza logotipos plateados o negros) se asemejaba más a la imagen de marca de HBO. El cambio de marca se lanzó globalmente el 30 de marzo de 2025. WBD declaró que la nueva imagen de marca se diseñó para permitir una mayor flexibilidad y demostrar cómo las historias de alta calidad del servicio impactan de forma única a los espectadores y generan conversaciones apasionantes en todo el mundo.El 14 de mayo de 2025, durante sus presentaciones preliminares de contenido, WBD anunció planes para cambiar el nombre del servicio a «HBO Max» más adelante en ese mismo año. Zaslav afirmó que «el sólido crecimiento que hemos visto en nuestro servicio de streaming global se basa en la calidad de nuestra programación», y que el uso de la marca HBO «declara claramente nuestra promesa implícita de ofrecer contenido reconocido como único y, como siempre dijimos en HBO, vale la pena pagar por él», su fecha de regreso estaba previsto para verano de ese año y se llevó a cabo el 9 de julio del 2025.

## Gestión
HBO Max se formó bajo la división de entretenimiento de WarnerMedia, luego dirigida por Robert Greenblatt y Kevin Reilly, presidente de WarnerMedia Entertainment Networks, que incluye la mayoría de los canales de entretenimiento con publicidad de la compañía, como TBS, TNT y TruTV, también recibió el papel de director de contenido de HBO Max con responsabilidad sobre la programación original exclusiva de HBO Max y contenido de la biblioteca. Casey Bloys, presidente de programación de HBO, mantuvo la supervisión del servicio principal de HBO, pero inicialmente no participó en la programación exclusiva de Max.
El 7 de agosto de 2020, WarnerMedia anunció una reestructuración importante bajo el nuevo presidente Jason Kilar, que describió como «inclinarse hacia este gran momento de cambio» hacia los servicios directos al consumidor. Como resultado, tanto Greenblatt como Reilly dejaron la compañía, y WarnerMedia Entertainment se disolvió, con operaciones de programación combinadas con Warner Bros. en un nuevo grupo Studios and Networks bajo la directora ejecutiva de ese estudio, Ann Sarnoff Bloys recibió la supervisión completa de la programación de HBO y Cinemax, así como otras responsabilidades anteriores de Reilly, reportando a Sarnoff Forssell se convirtió en el jefe de una nueva unidad comercial operativa de HBO Max, reportando directamente a Kilar.
El 15 de agosto de 2022, Warner Bros. Discovery reorganizó HBO, lo que resultó en despidos dentro de los originales sin guion de HBO Max, originales familiares de Imagen real, originales internacionales y unidades de casting (HBO en sí nunca tuvo un departamento de casting interno). Makkos también comenzó a informar a la jefa de comedia de HBO, Amy Gravitt.

## Contenido
WarnerMedia indicó que el servicio tendría 10.000 horas de contenido en el momento del lanzamiento, incluido contenido de primera ejecución y de biblioteca del homónimo HBO (incluidas sus series originales, documentales y especiales), y contenido de otras marcas y redes de la compañía. WarnerMedia declaró que el servicio tendría más de 2,000 películas disponibles en el lanzamiento, incluidos los derechos de televisión de pago existentes de HBO que provienen de estudios que incluyen a la compañía hermana Warner Bros. Pictures, Universal Pictures y 20th Century Studios (los dos últimos tienen acuerdos de producción respectivos con HBO hasta 2022; las películas de 20th Century Studios probablemente se trasladarán a Disney+ y Hulu una vez que expire su acuerdo de producción, mientras que los derechos futuros de las películas de Universal aún están en negociación a pesar del lanzamiento de Peacock).
Al igual que con las plataformas de streaming existentes de HBO (HBO GO y HBO Now), y en contraste con sus plataformas en los canales de Apple TV y los canales de video de Amazon, no se espera que HBO Max incluya en su oferta los canales de HBO de su paquete prémium por cable, ni se espera incluir algún contenido de Cinemax. Este último, al mismo tiempo, reduciría su programación de producción propia a medida que WarnerMedia reasigna sus inversiones en programación para HBO Max. El presidente y director ejecutivo de AT&T, Randall L. Stephenson, no ha descartado agregar eventos deportivos de Turner Sports en vivo en un futuro (como la NBA por TNT, Major League Baseball por TBS y NCAA March Madness).
Max Originals
El contenido original producido estará bajo el lema Max Originals, incluidas series, películas y especiales. El contenido episódico original se lanza semanalmente, evitando el formato de «binge» popularizado por Netflix. Kevin Reilly dijo que esto era para garantizar que los originales permanecieran en el centro de atención durante períodos prolongados, al permitir que dichos programas «respiren» en lugar de «desvanecerse rápidamente después de un atracón y quemaduras». También señaló que el programa semanal ayudó a impulsar el éxito de programas anteriores de HBO como Succession y Chernobyl, que coprodujeron con Sky UK, y se convirtieron en éxitos precisamente debido a su poder de permanencia. El 5 de febrero de 2020, Warner Bros. anunció que formaría un nuevo sello conocido como Warner Max para producir de 8 a 10 películas de presupuesto medio para el servicio anualmente. Se planeó una lista de 31 series originales para su primer año, con planes de expandirse a 50 para el próximo año, pero los plazos de producción pueden haber sido interrumpidos por la pandemia de COVID-19. Max también muestra pódcasts sobre las películas y series de televisión del servicio. También produce podcasts originales exclusivamente para el servicio, siendo Batman: The Audio Adventures el primero.

### Redifusión
Con el comienzo de la temporada de televisión 2019-20, las series de The CW producidas por Warner Bros. Television que han debutado a partir de esa temporada tendrán sus temporadas en HBO Max un mes antes del estreno de la temporada más reciente (los derechos de transmisión de las series existentes permanecen con Netflix según un acuerdo existente). El 9 de julio de 2019, HBO Max adquirió los derechos de transmisión en Estados Unidos de Friends en un acuerdo de $425 millones, y el 17 de septiembre del mismo año, adquirió los derechos de transmisión en Estados Unidos de The Big Bang Theory por un contrato récord de $500 millones, como parte de un acuerdo, que también extiende los derechos fuera del canal de TBS sobre la serie hasta 2028.

### Derechos adquiridos
Fuera de WarnerMedia, el servicio también ofrece títulos de The Criterion Collection, y tiene una asociación a largo plazo con BBC Studios (con la que HBO se había asociado previamente para crear His Dark Materials). Más de 700 episodios de contenido de la BBC están programados para estar disponibles en el servicio en el momento del lanzamiento, incluidas las primeras 11 temporadas del resurgimiento de Doctor Who de 2005, así como las temporadas futuras de la doce a la catorce, y una variedad de otros programas, incluido Luther, The Honourable Woman, Top Gear y los de la versión británica de The Office. Además, los programas futuros de BBC Studios serán coproducidos con Max.
HBO también extendió su asociación existente con Sesame Workshop, al tiempo que movió dicho contenido al frente de la marca HBO Max. Algunos episodios de las 50 temporadas de Sesame Street (que se remontan a 1969) están disponibles para visualizarse en el servicio por primera vez. Además, las temporadas futuras de Sesame Street se transmitirían exclusivamente en HBO Max, junto con Esme & Roy, y varios nuevos spin-offs comenzando con The Not-Too-Late Show con Elmo, Mecha Builders y The Monster at the End of This Story. El 8 de marzo de 2022, WarnerMedia y Sesame Workshop anunciaron que planearían nuevos programas para Cartoon Network para la nueva temporada de la serie original y la adquisición de los derechos de la temporada 2 para HBO Max, incluyendo Charlotte's Web y Bea's Block, así como el especial de animación Sesame Street: El Cascanueces. Además, los nuevos episodios del inicio de la temporada 53 de Sesame Street y sus spin-offs estarían disponibles para verse mediante HBO Max en territorios asiáticos selectos, mientras que conservan los derechos de adquisición de la temporada 2 para reemplazar a PBS, más que una nueva primera temporada para Cartoon Network.
HBO Max ha adquirido los derechos de transmisión de varias series de Comedy Central, incluidas South Park, Awkwafina Is Nora from Queens, South Side y The Other Two; con los dos últimos convirtiéndose en series Max Originals.
En noviembre de 2021, HBO Max adquirió los derechos de las telenovelas y series de Globo para América Latina y el Caribe fuera de Brasil.
En febrero de 2022, Sony Pictures y WarnerMedia anunciaron que ampliarían su acuerdo para transmitir películas de sus filiales en su ventana de derechos de televisión de pago de Europa Central y del Este junto con la biblioteca de series de televisión producidas por su empresa hermana Sony Pictures Television Studios. El acuerdo también incluirá los derechos de sus lanzamientos a partir de 2022 para la transmisión en sus canales y su disponibilidad en HBO Max en toda Europa Central y del Este.
En diciembre de 2024, la plataforma adquirió los derechos de la serie animada de Nickelodeon, Bob Esponja, estrenándose solo sus primeras cinco temporadas exclusivamente en Latinoamérica.

### CNN Max
En agosto de 2023, CNN anunció que lanzaría un nuevo canal de noticias en streaming en Max conocido como CNN Max el 27 de septiembre, que contaría con una combinación de programas de noticias originales y transmisiones simultáneas de programas en horario estelar de la red lineal estadounidense y la señales internacionales de CNN. CNN International también empezaría a estardisponible a través de Max en países europeos como Francia y Polonia.
CNN anteriormente había intentado establecer un servicio de suscripción independiente en 2022, CNN+, pero se cerró casi inmediatamente después de la conclusión de la fusión entre WarnerMedia y Discovery debido a que entraba en conflicto con el objetivo de la empresa de tener un servicio de streaming que abarque todas las propiedades de WBD.
A partir del 30 de marzo de 2025, Max anunció que eliminaría este centro de contenido en el plan Básico con anuncios.

### Añadido de Bleacher Report Sports
El 1 de marzo de 2022, Warner Bros. Discovery Sports anunció un acuerdo de ocho años para poseer los derechos televisivos de los partidos en casa de las selecciones nacionales de fútbol masculina y femenina de los Estados Unidos, como las eliminatorias para la Copa Mundial de la FIFA y los amistosos internacionales. Esto excluye los eventos de FIFA y Concacaf, cuyos derechos de transmisión pertenecen a Fox, y los ecnuentros fuera de casa, cuyos derechos pertenecen a quienes poseen los derechos de los juegos del equipo local. Se afirmó que al menos la mitad de los partidos por temporada serían exclusivos de HBO Max.
El 5 de octubre de 2023, Max lanzó un nuevo nivel centrado en los deportes conocido como el complemento Bleacher Report Sports. El nivel presenta eventos deportivos en vivo y programas de estudio de TNT, TBS, TruTV y Motor Trend, incluidas la Major League Baseball (MLB), la National Basketball Association (NBA), la National Hockey League (NHL) y la National Collegiate Athletic Association (NCAA), así como partidos y programas exclusivos de fútbol de EE. UU. y contenido selecto bajo demanda. El 14 de diciembre de 2023, en medio del cierre del servicio GCN+, WBD anunció que sus derechos de programación se consolidarían en el complemento deportivo en febrero de 2024, incluido el Giro de Italia así como varios tours y eventos UCI.
El centro de contenido iba a estar disponible como prueba gratuita hasta el 29 de febrero de 2024, tras lo cual se convertiría en un complemento de $9.99 adicionales a la suscripción a Max. Sin embargo, debido a los cambios en el portafolio de TNT Sports (incluida la inminente pérdida de los derechos sobre la NBA en 2025 y otras adquisiciones, como deportes universitarios y eventos internacionales como Roland Garros), el lanzamiento del complemento deportivo como servicio de pago se retrasó indefinidamente. El 26 de febrero de 2025, se anunció la eliminación del complemento como parte de un cambio de estrategia y que el contenido deportivo en vivo estaría disponible sin costo adicional en los planes «Estándar» y «Premium» de Max (como B/R Sports en Max). JB Perrette declaró que WBD había participado «activamente en la exploración de maneras de evolucionar el ecosistema de distribución deportiva en los EE. UU.» y que ofrecer contenido deportivo como parte de los planes existentes era la mejor opción para los suscriptores.

### Contenido deportivo fuera de Estados Unidos

#### Añadido de Eurosport
Al igual que el complemento Bleacher Report Sports en Estados Unidos, se reveló que añadiría a Max en Europa un centro de contenido enfocado en deportes durante su lanzamiento en el verano de 2024, en colaboración con su marca deportiva paneuropea Eurosport. Este nivel ofrecerría los canales lineales Eurosport 1 y Eurosport 2, así como cobertura de diversos eventos deportivos, como los Juegos Olímpicos de Verano de 2024, el Giro de Italia, la Vuelta a España y el Tour de Francia.

#### Paquete de Max DAZN
A partir del 24 de octubre de 2024, Max ha añadido en España un nuevo paquete denominado Max DAZN con un coste de 44,99 € al mes. Además de ser complementario el paquete «Deportes», el cual es opcional para los planes «Estándar» y «Premium», este incluye cuatro canales de DAZN y Eurosport.
El paquete contiene competiciones como LaLiga, la UFC, Fórmula 1 y MotoGP así como el resto de contenido disponible en otros planes.

#### Latinoamérica
- UEFA Champions League (todos los juegos y la mitad de los encuentros en conjunto con TNT Sports solo en Brasil y México respectivamente)[97]
- Supercopa de la UEFA (en conjunto con TNT Sports solo en Brasil y México)[98]
- Premier League (la mitad de los juegos en conjunto con TNT Sports solo en México y Centroamérica)[99]
- FA Cup (40 partidos en conjunto con TNT Sports solo en México y Centroamérica)[99]
- Community Shield (en conjunto con TNT Sports solo en México y Centroamérica)[99]
- Campeonato Paulista (en conjunto con TNT Sports solo en Brasil)[100]
- UEFA Champions League Femenina (en conjunto con TNT Sports solo en Argentina, Chile, México y Centroamérica)[101][102][103]
- Primera División de Chile, Primera B, Copa Chile y Supercopa de Chile (en conjunto con TNT Sports solo en Chile)[104][105]
- ATP Chile Open (en conjunto con TNT Sports solo en Chile)
- WTA 125 LP Open (en conjunto con TNT Sports solo en Chile)
- One Championship (en conjunto con TNT Sports solo en Chile)
- TNT Sports Fighting (en conjunto con TNT Sports solo en Chile)
- Primera División de Argentina, Trofeo de Campeones y Campeonato de Fútbol Femenino de Primera División A (en conjunto con TNT Sports solo en Argentina)[102][103]
- Liga Profesional Saudí (en conjunto con TNT Sports solo en Argentina)[102][103]
- Major League Soccer (todos los encuentros del Sunday Night Soccer en conjunto con TNT Sports en toda la región)[106]

## Lanzamiento

Una versión del logotipo del servicio de streaming, que mantendrá el nombre de «HBO Max» en los Países Bajos y Bélgica, se lanzó en estos territorios desde el 11 de junio de 2024 y el 1 de julio de 2024, respectivamente, hasta el 9 de julio de 2025.

| Fecha (HBO Max)       | Fecha (Max)             | País/territorio              | Socio(s) Estratégico(s)                                                               |
| --------------------- | ----------------------- | ---------------------------- | ------------------------------------------------------------------------------------- |
| 27 de mayo de 2020    | 23 de mayo de 2023      | Estados Unidos               | AT&T                                                                                  |
| 27 de mayo de 2020    | 23 de mayo de 2023      | Puerto Rico                  | AT&T                                                                                  |
| 29 de junio de 2021   | 27 de febrero de 2024   | Anguila                      | DirecTV                                                                               |
| 29 de junio de 2021   | 27 de febrero de 2024   | Antigua y Barbuda            | DirecTV                                                                               |
| 29 de junio de 2021   | 27 de febrero de 2024   | Argentina                    | - Flow - MercadoLibre - Telecentro - MasterCard - DirecTV - Supercanal - Gigared      |
| 29 de junio de 2021   | 27 de febrero de 2024   | Aruba                        | DirecTV                                                                               |
| 29 de junio de 2021   | 27 de febrero de 2024   | Bahamas                      | DirecTV                                                                               |
| 29 de junio de 2021   | 27 de febrero de 2024   | Barbados                     | DirecTV                                                                               |
| 29 de junio de 2021   | 27 de febrero de 2024   | Belice                       | DirecTV                                                                               |
| 29 de junio de 2021   | 27 de febrero de 2024   | Bolivia                      | MasterCard                                                                            |
| 29 de junio de 2021   | 27 de febrero de 2024   | Brasil                       | - Sky - UOL - Globoplay - Vivo - Mercado Livre - MasterCard                           |
| 29 de junio de 2021   | 27 de febrero de 2024   | Chile                        | - VTR - MercadoLibre - MasterCard - DirecTV - Claro - Movistar - Entel - Gtd - WOM    |
| 29 de junio de 2021   | 27 de febrero de 2024   | Colombia                     | - Movistar - Claro - Tigo - MercadoLibre - Medea - Rappi - MasterCard - ETB - DirecTV |
| 29 de junio de 2021   | 27 de febrero de 2024   | Costa Rica                   | MasterCard                                                                            |
| 29 de junio de 2021   | 27 de febrero de 2024   | Curazao                      | DirecTV                                                                               |
| 29 de junio de 2021   | 27 de febrero de 2024   | Dominica                     | Ninguno                                                                               |
| 29 de junio de 2021   | 27 de febrero de 2024   | Ecuador                      | - DirecTV - Movistar - Claro - MercadoLibre - MasterCard                              |
| 29 de junio de 2021   | 27 de febrero de 2024   | El Salvador                  | MasterCard                                                                            |
| 29 de junio de 2021   | 27 de febrero de 2024   | Granada                      | Ninguno                                                                               |
| 29 de junio de 2021   | 27 de febrero de 2024   | Guatemala                    | MasterCard                                                                            |
| 29 de junio de 2021   | 27 de febrero de 2024   | Guyana                       | MasterCard                                                                            |
| 29 de junio de 2021   | 27 de febrero de 2024   | Haití                        | MasterCard                                                                            |
| 29 de junio de 2021   | 27 de febrero de 2024   | Honduras                     | MasterCard                                                                            |
| 29 de junio de 2021   | 27 de febrero de 2024   | Islas Caimán                 | Ninguno                                                                               |
| 29 de junio de 2021   | 27 de febrero de 2024   | Islas Turcas y Caicos        | Ninguno                                                                               |
| 29 de junio de 2021   | 27 de febrero de 2024   | Islas Vírgenes Británicas    | Ninguno                                                                               |
| 29 de junio de 2021   | 27 de febrero de 2024   | Jamaica                      | Ninguno                                                                               |
| 29 de junio de 2021   | 27 de febrero de 2024   | Montserrat                   | Ninguno                                                                               |
| 29 de junio de 2021   | 27 de febrero de 2024   | México                       | - MasterCard - Sky - Izzi - Megacable - Mercado Libre - Telmex - Telcel               |
| 29 de junio de 2021   | 27 de febrero de 2024   | Nicaragua                    | Claro Tigo                                                                            |
| 29 de junio de 2021   | 27 de febrero de 2024   | Panamá                       | MasterCard                                                                            |
| 29 de junio de 2021   | 27 de febrero de 2024   | Paraguay                     | Personal-Flow                                                                         |
| 29 de junio de 2021   | 27 de febrero de 2024   | Perú                         | - DirecTV - Movistar - Claro - MercadoLibre - MasterCard                              |
| 29 de junio de 2021   | 27 de febrero de 2024   | República Dominicana         | Altice                                                                                |
| 29 de junio de 2021   | 27 de febrero de 2024   | San Cristóbal y Nieves       | DirecTV                                                                               |
| 29 de junio de 2021   | 27 de febrero de 2024   | San Vicente y las Granadinas | DirecTV                                                                               |
| 29 de junio de 2021   | 27 de febrero de 2024   | Santa Lucía                  | DirecTV                                                                               |
| 29 de junio de 2021   | 27 de febrero de 2024   | Surinam                      | DirecTV                                                                               |
| 29 de junio de 2021   | 27 de febrero de 2024   | Trinidad y Tobago            | MasterCard                                                                            |
| 29 de junio de 2021   | 27 de febrero de 2024   | Uruguay                      | - Cablevisión - DirecTV - MercadoLibre - MasterCard                                   |
| 29 de junio de 2021   | 27 de febrero de 2024   | Venezuela                    | Ninguno                                                                               |
| 26 de octubre de 2021 | 21 de mayo de 2024      | Andorra                      | Ninguno                                                                               |
| 26 de octubre de 2021 | 21 de mayo de 2024      | Dinamarca                    | Ninguno                                                                               |
| 26 de octubre de 2021 | 21 de mayo de 2024      | España                       | - Vodafone - Movistar Plus+                                                           |
| 26 de octubre de 2021 | 21 de mayo de 2024      | Finlandia                    | Ninguno                                                                               |
| 26 de octubre de 2021 | 21 de mayo de 2024      | Noruega                      | Ninguno                                                                               |
| 26 de octubre de 2021 | 21 de mayo de 2024      | Suecia                       | Ninguno                                                                               |
| 08 de marzo de 2022   | 21 de mayo de 2024      | Bosnia y Herzegovina         | Ninguno                                                                               |
| 08 de marzo de 2022   | 21 de mayo de 2024      | Bulgaria                     | Ninguno                                                                               |
| 08 de marzo de 2022   | 21 de mayo de 2024      | Croacia                      | Ninguno                                                                               |
| 08 de marzo de 2022   | 21 de mayo de 2024      | Eslovaquia                   | Ninguno                                                                               |
| 08 de marzo de 2022   | 21 de mayo de 2024      | Eslovenia                    | Ninguno                                                                               |
| 08 de marzo de 2022   | 21 de mayo de 2024      | Hungría                      | Ninguno                                                                               |
| 08 de marzo de 2022   | 21 de mayo de 2024      | Macedonia del Norte          | Ninguno                                                                               |
| 08 de marzo de 2022   | 21 de mayo de 2024      | Moldavia                     | Ninguno                                                                               |
| 08 de marzo de 2022   | 21 de mayo de 2024      | Montenegro                   | Ninguno                                                                               |
| 08 de marzo de 2022   | —                       | Países Bajos                 | Ninguno                                                                               |
| 08 de marzo de 2022   | 21 de mayo de 2024      | Polonia                      | Ninguno                                                                               |
| 08 de marzo de 2022   | 21 de mayo de 2024      | Portugal                     | Ninguno                                                                               |
| 08 de marzo de 2022   | 21 de mayo de 2024      | República Checa              | Ninguno                                                                               |
| 08 de marzo de 2022   | 21 de mayo de 2024      | Rumania                      | Ninguno                                                                               |
| 08 de marzo de 2022   | 21 de mayo de 2024      | Serbia                       | Ninguno                                                                               |
| 11 de junio de 2024   | —                       | Bélgica                      | Ninguno                                                                               |
| —                     | 19 de noviembre de 2024 |                              | Ninguno                                                                               |
| —                     | 19 de noviembre de 2024 | Filipinas                    | Ninguno                                                                               |
| —                     | 19 de noviembre de 2024 | Francia                      | Ninguno                                                                               |
| —                     | 19 de noviembre de 2024 | Hong Kong                    | Ninguno                                                                               |
| —                     | 19 de noviembre de 2024 | India                        | Hotstar Tata Sky                                                                      |
| —                     | 19 de noviembre de 2024 | Indonesia                    | Ninguno                                                                               |
| —                     | 19 de noviembre de 2024 | Malasia                      | Ninguno                                                                               |
| —                     | 19 de noviembre de 2024 | República de China           | Ninguno                                                                               |
| —                     | 19 de noviembre de 2024 | Singapur                     | Ninguno                                                                               |
| —                     | 19 de noviembre de 2024 | Tailandia                    | Ninguno                                                                               |
| —                     | 19 de noviembre de 2024 | Vietnam                      | Ninguno                                                                               |
| —                     | 03 de marzo de 2025     |                              | Ninguno                                                                               |
| —                     | 03 de marzo de 2025     | Austria                      | Ninguno                                                                               |
| —                     | 03 de marzo de 2025     | Alemania                     | Ninguno                                                                               |
| —                     | 03 de marzo de 2025     | Irlanda                      | Ninguno                                                                               |
| —                     | 03 de marzo de 2025     | Italia                       | Ninguno                                                                               |
| —                     | 03 de marzo de 2025     | Reino Unido                  | Ninguno                                                                               |
| —                     | 03 de marzo de 2025     | Suiza                        | Ninguno                                                                               |
| —                     | 15 de abril de 2025     | Estonia                      | Ninguno                                                                               |
| —                     | 15 de abril de 2025     | Grecia                       | Ninguno                                                                               |
| —                     | 15 de abril de 2025     | Islandia                     | Ninguno                                                                               |
| —                     | 15 de abril de 2025     | Letonia                      | Ninguno                                                                               |
| —                     | 15 de abril de 2025     | Lituania                     | Ninguno                                                                               |
| —                     | 15 de abril de 2025     | Turquía                      | Blu TV                                                                                |
| —                     | 31 de marzo de 2025     |                              |                                                                                       |
| —                     | 31 de marzo de 2025     | Australia                    |                                                                                       |
| —                     | 31 de marzo de 2025     | Nueva Zelanda                | Foxtel Fetch TV                                                                       |

## Distribución

### Estados Unidos
WarnerMedia declaró que los suscriptores existentes de HBO Now se migrarán a HBO Max el día de lanzamiento sin coste adicional (ambos servicios comparten el mismo precio). Para aquellos que pagan por el servicio a través de socios externos (como Apple o Roku), la migración estará sujeta al acuerdo que se alcance con los socios. El 27 de abril de 2020, se anunció un acuerdo para que los suscriptores de HBO Now a través de Apple migren a HBO Max.
Los suscriptores existentes de HBO en los proveedores de televisión propiedad de AT&T (incluido DirecTV) también recibirán el servicio en el lanzamiento sin cargo adicional. WarnerMedia anunció un acuerdo de distribución para HBO Max (así como HBO y Cinemax) a través del servicio vMVPD de YouTube TV el 21 de febrero de 2020. Posteriormente, la compañía anunció un acuerdo de distribución con Charter Communications (que adquirió la antigua división de cable de Warner que se escindió en 2009, en mayo de 2016) mediante el cual los clientes de Spectrum que ya se suscribieron a HBO también tendrían acceso completo a HBO Max con sus credenciales de TV Everywhere el día del lanzamiento. WarnerMedia estuvo negociando con otros proveedores de televisión de pago como Comcast para llegar a acuerdos similares.
HBO Max introdujo una tarifa con publicidad en 2021.

### América Latina
HBO Max se lanzó el 29 de junio de 2021 en los 39 territorios de América Latina y el Caribe, donde HBO ya operaba directamente su servicio de streaming HBO GO, y canales premium de televisión.

### Canadá
En Canadá, Bell Media, que ofrece programación de HBO en su servicio de transmisión Crave y canales de televisión de pago relacionados, anunció una asociación ampliada con WarnerMedia por los derechos de programación guionada por HBO Max producida por Warner Bros. y sus filiales. El acuerdo no incluye automáticamente los derechos de las series de HBO Max producidos por estudios de terceros, o los derechos de transmisión de la biblioteca para programas como Friends, que permanece con Netflix en Canadá.

### Europa
WarnerMedia también renovó su acuerdo de producción con el proveedor europeo de televisión por satélite Sky (ahora propiedad de su rival Comcast) en los mercados principales de este último, incluidos el Reino Unido, Alemania, Austria, Irlanda e Italia. Sky continuará llevando la programación del servicio principal de HBO en sus canales, incluidos Sky Atlantic, Sky Crime y Sky Comedy al menos hasta el año 2024, y extendió sus derechos a varias programaciones de Warner Bros. y los antiguos canales de Turner. La renovación más reciente de Sky incluye una disposición para coproducciones entre HBO Max y Sky Studios, pero no ha habido una confirmación específica sobre los derechos de transmisión de otra programación original de HBO Max.

### España
HBO España había anunciado en múltiples ocasiones que no tenían constancia de que fuesen a sustituir su servicio actual por HBO Max, así como que tampoco se verían incrementadas sus tarifas. Sin embargo, en diciembre de 2020, el máximo responsable de HBO Max, Andy Forssell, reveló que todos los servicios de HBO en Europa, incluyendo HBO España, serían sustituidos por HBO Max. El 26 de octubre de 2021 HBO Max se lanzó en España.

### Asia
En septiembre de 2021, HBO Max reafirmó sus planes de lanzamiento en Asia cuando WarnerMedia abrió su nuevo centro asiático en Singapur. La temporada 2 de la serie de antología de terror asiático Folklore y el thriller sobrenatural tailandés Forbbiden también confirmaron su lanzamiento en HBO Max como Max Originals.

### Otros países/regiones
En otros países, WarnerMedia planea continuar trabajando con los socios de licencias existentes de HBO por el momento. Para el contenido producido como «HBO Max Originals», se han hecho convenios con otras empresas y servicios. Como ejemplos, en Australia se ha asociado con Foxtel (Fox Showcase / Binge), en Bélgica con Telenet (Streamz / Yelo TV), en Canadá con Bell Media (HBO Canada / Crave), en la Comunidad de Estados Independientes, Georgia y Ucrania con Amediateka, en Francia, el contenido se ofrece a través de Canal+ / Orange (OCS), en Japón a través de U-Next, Nueva Zelanda por Sky (SoHo / Neon), en Países Bajos con Ziggo, Sudáfrica por Showmax y en Reino Unido e Irlanda a través de Sky UK.